# Балапанов Жумахан
Жумахан Балапанов (20 вересня 1920, аул Карасу, тепер Алакольський район Алмаатинської області, Казахстан — 1 жовтня 2004, місто Алмати, Казахстан) — радянський казахський діяч, агроном, голова Алма-Атинського сільського облвиконкому. Депутат Верховної ради Казахської РСР 6-го скликання. Доктор економічних наук (1975), професор (1979), академік МЕА «Євразія» (1997), почесний академік Казахської академії сільськогосподарських наук (1998).

## Біографія
Народився в селянській родині. З 1940 по 1945 рік служив у Червоній армії, учасник німецько-радянської війни. Член ВКП(б).
У 1945—1951 роках — інструктор, завідувач відділу, 3-й секретар, 2-й секретар Алакульського районного комітету КП(б) Казахстану Алма-Атинської області.
У 1951—1953 роках — 2-й секретар Гвардійського районного комітету КП(б) Казахстану Алма-Атинської області.
У 1953—1959 роках — 1-й секретар Кіровського районного комітету КП Казахстану Алма-Атинської області.
У 1956 році закінчив Алма-Атинський сільськогосподарський інститут (нині Казахський національний аграрний університет).
У 1959—1960 роках — слухач Вищої партійної школи при ЦК КПРС у Москві.
У 1960—1961 роках — завідувач сільськогосподарського відділу Алма-Атинського обласного комітету КП Казахстану.
У 1962—1963 роках — 1-й секретар Талди-Курганського міського комітету КП Казахстану.
У січні 1963 — грудні 1964 року — голова виконавчого комітету Алма-Атинської сільської обласної ради депутатів трудящих.
З 1965 по 1967 рік — аспірант Академії суспільних наук при ЦК КПРС у Москві.
Потім працював заступником директора (1967—1971), директором Казахського науково-дослідного інституту організації економіки сільського господарства (1971—1977), завідувачем кафедри економіки і організації сільського господарства, професором Алма-Атинського інституту народного господарства (1977—2004).
У 1975 році захистив докторську дисертацію на тему «Економічні основи спеціалізації сільського господарства Казахстану». Вчений займався питаннями організації, планування, управління і вдосконалення господарського механізму агропромислового комплексу.
Помер 1 жовтня 2004 року в місті Алмати.

## Нагороди
- орден Вітчизняної війни ІІ ст.
- орден Трудового Червоного Прапора
- орден Дружби народів
- медалі
- почесний громадянин Алматинської області

## Пам'ять
Іменем Жумахана Балапанова була названа вулиця в Талдикоргані. 7 жовтня 2005 року село Жумахан Балапанов була перейменована з Кизилащи. 